# Paula Heredia
Paula Patricia Heredia Suárez (13 de octubre de 1957, San Salvador, El Salvador) es una cineasta y gestora cultural salvadoreña.

## Primeros años
Heredia creció en El Salvador, Honduras y Costa Rica. Es hija del pionero de la radio y la televisión, Leonardo Heredia, y de la escritora y periodista, Mercedes Suárez.  Estudió Bellas Artes en la Universidad de Costa Rica y realizó cine en la Universidad de Nueva York. Tiene un título en Artes y Cine de la Universidad Estatal de Nueva York. En 1985 se casó con Larry Garvin, un escritor y gerente de negocios que nació en Argentina y se crio en Venezuela, Chile y Nueva York. Garvin y Heredia dividen su trabajo entre Suchitoto, El Salvador y la ciudad de Nueva York.

## Trayectoria
Desde 1987, Heredia ha trabajado en Nueva York como directora y editora de documentales. En 1996 recibió un premio ACE-EDDIE (American Cinema Editors Award) por su trabajo en la película documental Unzipped, un documental sobre el diseñador de modas Isaac Mizrahi. En 2001, se unió al equipo de producción de la película de HBO In Memoriam, NYC, el 11 de septiembre de 2001, por la que recibió un premio Primetime Emmy a la Mejor Edición de Imágenes para Programación No Ficcional. También recibió el premio Hispanic Creative Award  por el corto Teniendo un Bebe, entre otros reconocimientos.
En 2005, junto con su esposo y compañero Larry Garvin, fundó Heredia Pictures, LLC, que produjo África Rising, una película sobre el trabajo de cinco activistas que lideran un movimiento de base de la mutilación genital femenina en África. Heredia Pictures también produjo Slavery and the Law .
Heredia mantiene estrechos vínculos con su país de origen, El Salvador. En 1996 fundó la organización sin fines de lucro, Casa Clementina, Inc., que realiza programas para promover la educación, la cultura y el intercambio internacional en la ciudad de Suchitoto. Su programa estrella es Cinema Digital, un programa que enseña a los jóvenes locales la estética y la tecnología de cómo hacer películas con tecnología digital y el Festival Internacional de Cine de Suchitoto (FICS),
En 2006 Cinema Digital produjo el cortometraje La Pájara Pinta. Esta película fue el resultado de un compromiso de cuatro años con los niños, padres y maestros de El Limón, una pequeña comunidad de montaña en El Salvador. También se realizó la producción de Alborada, que se lanzó en 2011. 
Heredia encabeza el comité internacional de Mujeres de Nueva York en Cine y Televisión, es miembro de la junta de asesores de Robert De Niro Tribeca Film Institute's All Access. También es miembro de la junta de directores de Clementina, Inc.
En 2005, fue elegida para el libro: The Art of the Documentary  por Megan Cunningham, que presenta el trabajo de Heredia y su proceso creativo.
Heredía ha dictado cursos de cine en todo el continente americano.
Del 7 al 11 de junio de 2023 participó en la 25 edición del Festival Internacional de Cine Las Américas en Austin, Texas con el documental "Imelda no está sola". 